# Капаноле (Арецо)
Капаноле је насеље у Италији у округу Арецо, региону Тоскана.
Према процени из 2011. у насељу је живело 98 становника. Насеље се налази на надморској висини од 236 м.